# Municipio de Union (condado de Ashley)
El municipio de Union (en inglés: Union Township) es un municipio ubicado en el condado de Ashley en el estado estadounidense de Arkansas. En el año 2010 tenía una población de 60 habitantes y una densidad poblacional de 1,19 personas por km².

## Geografía
El municipio de Union se encuentra ubicado en las coordenadas 33°21′30″N 91°29′58″O / 33.35833, -91.49944. Según la Oficina del Censo de los Estados Unidos, el municipio tiene una superficie total de 50.32 km², de la cual 49,77 km² corresponden a tierra firme y (1,09 %) 0,55 km² es agua.

## Demografía
Según el censo de 2010, había 60 personas residiendo en el municipio de Union. La densidad de población era de 1,19 hab./km². De los 60 habitantes, el municipio de Union estaba compuesto por el 60 % blancos, el 16,67 % eran afroamericanos, el 18,33 % eran de otras razas y el 5 % eran de una mezcla de razas. Del total de la población el 20 % eran hispanos o latinos de cualquier raza.